# Euchlanis contorta
Euchlanis contorta är en hjuldjursart som först beskrevs av Wulfert 1939.  Euchlanis contorta ingår i släktet Euchlanis och familjen Euchlanidae. Inga underarter finns listade i Catalogue of Life.